# 청정원
청정원은 대상의 식품브랜드이다. 1996년에 론칭하여 설립되었다.

## 연혁
- 1979년 - 미국 CPC 인터내셔널과 합작해 한국크노르 설립
- 1982년 - 백화로 부터 화영식품 인수
- 1989년 - 순창식품 및 청정식품을 OEM계약
- 1996년 - 이와 같이 이합집산된 식품 브랜드를 모아다가 청정원으로 통합
- 2006년 - 대상식품을 합병
- 2014년 - BI변경

## 제품
문서내 제품목록은 다음과 같다. 확인 가능

### 레토르트 식품
- 카레여왕
- 3분 요리짜장
- 종가집 종가반상

### 면, 국수류
- 3분 스파게티면
- 종가집 멸치쌀국수
- 종가집 얼큰쌀국수
- 종가집 해물맛쌀국수
- 베트남식쌀국수(소고기맛, 맵고진한소고기맛)
- 볶음쌀국수(팟타이)

### 장, 소스등
- 휘슬링 쿡
- 홍초
- 순창 고추장
- 순창 초고추장
- 순창 100% 태양초(진고추장,  태양초 찰고추장)
- 순창 쇠고기 볶음 고추장
- 순창 직화맛 쇠고기 볶음 고추장
- 순창 태양초 진골드고추장(덕용제품)
- 순창 태양초 명품 고추장(덕용제품)
- 순창 재래식 숙성 된장(덕용제품)
- 순창 쌈장 골드(덕용제품)
- 햇살담은 간장
- 맛선생
- 청정원 올리고당
- 청정원 양념장
- 청정원 허니머스타드
- 렌지로 굽자 시리즈
- REAL불맛 시리즈
- 미원
- 츄앤
- 사브작
- 요리에 한수
- 그린스위트
- 안주야
- 스리라차 쌀국수 소스
- 베트남 쌀국수 소스
- 정통 팟타이 소스
- 스파이시 팟타이 소스

### 기타
- 청정원 보크라이스: 1999년 포장지에 포켓몬스터 캐릭터들을 집어넣어 당대 아이들에게 유명세를 탔다.
- 청정원 스모크햄
- 청정원 카놀라유
- 청정원 참빛고운 식용유
- 갓지은죽 그대로
- 스위트콘
- 청정원 고기산적
- 청정원 런천미트
- 청정원 우리팜델리
- 청정원 순살참치
- 청정원 슬라이스햄 S
- 청정원 한끼베이컨
- 참나무로 훈연한 얇은 베이컨
- 직화짜장
- 직화짬뽕

## 같이 보기
- 대상
- 미원